# 戴德彝
戴德彝（1364年—1402年），字邦伦，浙江行省明州府奉化縣（今浙江省宁波市奉化区）人、明朝探花。
早年與方孝孺講學於妙相寺，後同入宋濂門下。洪武二十七年（1394年），一甲第三名進士，授翰林院編修，升侍讀。建文帝時，先任為左拾遺，参修太祖实录，後任監察御史。方孝孺被殺後，無人敢收屍，戴撫屍慟哭不已，有诗云：“临危生死决须臾，为国宁怜家与躯？继志情殷愧力短，承先念切遇时渝。关山欲断春秋泪，骨肉长分南北区。手泽遗今无复守，聊凭风雨泣桑榆。”
他對明成祖同樣採取不合作態度，不久被處死，妻项氏同籍没。在京之从弟德礼、德祐等皆遇难。德祐妻项氏被灸灼其身至焦烂，未获一言，死事甚烈。弘光年间，追谥毅直。清朝諡節愍。